# Louis Mercier-Vega
Louis Mercier-Vega, pseudonimo di Charles Cortvrint (Bruxelles, 6 maggio 1914 – Collioure, 20 novembre 1977), è stato un sindacalista, giornalista e anarchico belga.
Visse e scrisse anche sotto vari altri nomi,  tra cui Charles Ridel, Damaski, Santiago Parane, Courami e L'Itinerant.
Nell'agosto 1936 fu uno dei fondatori del battaglione Sébastien Faure nella Colonna Buenaventura Durruti e andò a combattere contro i franchisti sul fronte aragonese nella guerra civile spagnola. In seguito divenne noto per la sua attività di giornalista e per le sue azioni di propaganda anarchica. Durante la sua vita inoltre pubblicò diversi libri e contribuì alla costituzione di alcune associazioni internazionali.

## Biografia
Charles Cortvrint nacque a Bruxelles, da padre francese e madre cilena. Dall'età di 16 anni iniziò a partecipare attivamente al movimento anarchico belga e a contribuire al Réveil syndicaliste.
Poiché renitente a svolgere il servizio militare in Belgio, intorno al 1931 si trasferì a Parigi dove ebbe i primi contatti con l'"Unione Anarchica". Nel 1933 fu nominato delegato al congresso dell'"Unione Anarchica" tenutosi ad Orléans. Come membro della Jeunesse anarchiste communiste (JAC) sostenne attivamente la creazione e l'organizzazione del movimento libertario. Nella regione parigina fu coinvolto nell'ondata di scioperi all'inizio dell'estate del 1936. Partecipò inoltre al movimento anarchico Moules-à-Gauffre, assieme a Charles Charpentier e Robert Léger.

### Rivoluzione spagnola e seconda guerra mondiale
In seguito allo scoppio, nel 1936, della Rivoluzione spagnola, partì con Charles Charpentier e divenne uno dei fondatori del battaglione Sébastien Faure, come parte delle Brigate internazionali che parteciparono contro i franchisti nella guerra civile spagnola. Il battaglione Faure entrò a far parte della Colonna Buenaventura Durruti, combattendo sul fronte aragonese. Prima della fine del 1936, però, Mercier-Vega tornò in Francia, dove lanciò una massiccia campagna di informazione a sostegno della Seconda Repubblica spagnola. Pubblicò un articolo intitolato Carnets de route nell'edizione dell'11 settembre 1936 de Le Libertaire (sotto lo pseudonimo di "Charles Ridel").
A seguito di profonde divergenze, sull'importanza della guerra civile spagnola e sugli scioperi sindacali nelle fabbriche, Mercier-Vega lasciò l'Unione Anarchica nel novembre 1937.
Verso la fine del 1939 divenne ricercato dalla polizia. Tentò, senza successo, di imbarcarsi da Marsiglia e poi, sostenuto da reti di attivisti, si recò a Bruxelles, dove fu ospitato da Marcel Dieu. Alla fine da Anversa si imbarcò per l'Argentina.
Trascorse alcuni mesi in Cile per poi riattraversare l'Oceano Atlantico alla volta dell'Africa. Il 26 giugno 1942, dopo lo scoppio della seconda guerra mondiale, Mercier-Vega si iscrisse come volontario all'organizzazione France libre, comandata da Charles de Gaulle. Nel dicembre 1942 andò a Beirut dove, tra l'aprile e il dicembre 1945, lavorò presso il Servizio d'informazione del governo francese libero. Concluse la seconda guerra mondiale con il grado di Aiutante. Lasciò la regione, imbarcandosi da Alessandria d'Egitto, nell'ottobre del 1945, e sbarcando a Marsiglia l'11 novembre. Fu smobilitato a Parigi il 6 dicembre 1945.

### Anni successivi e morte
Dopo la fine del secondo conflitto mondiale Mercier-Vega lavorò presso il quotidiano di Grenoble, Le Dauphiné libéré, mentre tra il 1946 e il 1950 collaborò regolarmente con Le Libertaire, scrivendo sotto gli pseudonimi "Damashki" e "Santiago Parane". Nel 1958 diede vita alla Commission internationale de liaison ouvrière, una rete sindacalista di carattere libertario e rivoluzionario.
Durante la sua vita fondò inoltre alcune riviste di inspirazione libertaria come Révision nel (1938) con Marie Louise Berneri, Aportes (1966-1972) e Interrogations (1974-1979). In seguito alla morte della sua compagna, Eliane Casserini, nel 1973, Mercier-Vega decise di togliersi la vita il 20 novembre 1977.

## Opere
- Les anarchistes face à la technocratie, con lo pseudonimo di S. Parane, Éditions du Libertaire, 1948.
- Pourquoi et comment se bat la Hongrie ouvrière, Union des syndicalistes, 1956.
- Présence du syndicalisme libertaire, prefazione di Roger Hagnauernon, Union des syndicalistes et de la Commission internationale de liaison ouvrière, 1960
- Mécanismes du pouvoir en Amérique latine, Éditions universitaires, 1967
- Techníque du contre-État : les guérillas en Amérique du Sud, P. Belfond, 1968
- L'Increvable anarchisme, Union générale d'éditions, 10-18 n°474, 1970
- Autopsie de Péron : le bilan du péronisme, Liegi, Duculot, 1974.